# 昌斎館
昌斎館（しょうさいだて）は、秋田県鹿角市（陸奥国鹿角郡）十和田大湯字上折戸にあった中世の日本の城（城館）。

## 概要
北畠昌教が築き、居住したとされる単郭式山城である。安久谷川と福倉沢川の合流地点北側に立地する。城の東側及び南側は川とへ落ち込む急な崖地、城の西側及び北側は山地で、城と山地の間にも谷間があり、天然の要害をなしていた。城の北東側尾根に所在する小規模な平地には馬場があったとされる。

## 関連文献
- 秋田県教育委員会 編『秋田県の中世城館』（秋田県教育委員会 1981）
- 鹿角市教育委員会『遺跡詳細分布調査報告書』（鹿角市教育委員会 1990）